# Göran Bratt
Göran Allan Bratt, född 30 mars 1949, är en svensk läkare och specialist i invärtes medicin. Han grundade Venhälsan i början 1980-talet och var sedermera överläkare där.

## Biografi
När Göran Bratt studerade till läkare specialiserade han sig inom invärtesmedicin och tänkte att blodsjukdomar och proppsjukdomar skulle vara hans framtida nisch. I slutet av 1970-talet kom han ut som homosexuell samtidigt som han höll på att slutföra sin utbildning. Han intresserade sig då för den gruppens sexuellt överförbara sjukdomar. Ungefär samtidigt upptäckte läkarvetenskapen att flera unga homosexuella män plötsligt drabbats av cancerformen Kaposis sarkom, och anade att någons ny sjukdom låg bakom. Tillsammans med bland andra Lennart Hellström, Erik Sandström och Margareta Böttiger skapade han Venhälsan, dit homosexuella män skulle kunna komma och få vård och råd om sexuellt överförbara sjukdomar och som hade kunskap om hur de drabbar homosexuella män. Venhälsan drevs från början helt ideellt och männen som besökte anonymiserades fullständigt.
Göran Bratt noterade att flera av besökarna hade svullna lymfkörtlar, så han anade att sjukdomen kommit och snart upptäcktes det första fallet. Göran Bratt blev en av de främsta experterna och ledde flera studier. Han var engagerad redan innan sjukdomen hade ett namn, tills den var obotlig och en definitiv dödsdom till de första bromsmedicinerna. Senare har han fokuserat på hur patienter som lever med HIV ska kunna få adekvat hjälp inom åldringsvården.
Vid sidan om yrkeslivet har han bland annat varit en samlare av jugendföremål, och hans samling har varit föremål för boken Utflykter i Art Nouveau, som beskrivs som en katalog över hans samling. Han har också gjort en bok tillsammans med tre grannar om huset där de bor. Boken heter Ett Kungsholmshus i Stadshusets närhet, och handlar om Skillinggränd 9, ett byggnadsminne som är grönklassat av stadsmuseet.